# 2021 au Yukon
Chronologie du Yukon
- 2017
- 2018
- 2019
- 2020
- 2021
- 2022
- 2023
- 2024
- 2025

Cette page concerne des événements d'actualité qui se sont produits durant l'année 2021 dans le territoire canadien du Yukon.

## Politique
- Premier ministre : Sandy Silver (Parti libéral)
- Chef de l'opposition officielle : Stacey Hassard (intérim) (Parti du Yukon)
- Commissaire : Angélique Bernard
- Législature :  34e (en) puis 35e (en)

## Événements
- 12 avril : élections générales au Yukon[1]. Sandy Silver sollicite un second mandat en formant un gouvernement minoritaire.

## Décès
- 18 avril : Douglas Bell (en), commissaire du Yukon (º 15 juin 1926)
- 8 juillet : Paul Birckel, homme d'affaires et homme politique (º 25 octobre 1938)
- 21 juillet : Jack Cable (en), commissaire du Yukon et député territoriale de Riverside (1992-2000) (º 17 août 1934)
- 9 décembre : Alice McGuire (en), députée territoriale de Kluane (2000-2002) (º 1er avril 1935)